# The Marshall Mathers LP 2
The Marshall Mathers LP 2 é o oitavo álbum de estúdio do rapper norte-americano Eminem, lançado a 5 de Novembro de 2013 através da Aftermath Entertainment, Shady Records e Interscope Records. A produção durou entre 2011 e 2013, sendo que o músico trabalhou com vários produtores, como Dr.Dre, Rick Rubin e No ID, o álbum contem participações de outros cantores como Kendrick Lamar, Rihanna,Skylar Grey e Nate Ruess.

## Antecedentes
Eminem confirmou numa entrevista à estação de rádio nova-iorquina Hot 97 a 24 de Maio de 2012, com o locutor Peter Rosenberg, que tinha começado a trabalhar num novo disco a solo. "Estou a modos que na preparação inicial o meu novo trabalho", revelou. A 30 de Junho do mesmo ano, o rapper falou do projecto com DJ Whoo Kid, na sua própria rádio Shade 45. Ao DJ G-Unit, o músico afirmou que o material está a ganhar forma e que o seu mentor Dr. Dre estaria envolvido até certo ponto do processo. "Costumo começar a ir numa determinada direcção e gravar apenas o que estou a sentir. Então vou ao encontro de Dre para [me ajudar a] preencher algumas dessas peças", disse ainda. Royce da 5'9" numa entrevista ao sítio RapFix disse o seguinte sobre o que tinha ouvido sobre o disco: "Não tenho assim tanta certeza de como o mundo vai reagir a algumas das coisas que ouvi sobre ele". Royce também observou que certas coisas que ouviu deu-lhe pesadelos.

## Lançamento e promoção
A 11 de Fevereiro de 2013, o presidente da editora Shady Records e também gerente de Eminem Paul Rosenberg, anunciou que o oitavo disco de originais do rapper seria lançado após o Memorial Day de 2013. "Esperamos lançar um novo álbum de Eminem em 2013. Ele tem trabalhado nisso há algum tempo. É seguro dizer que vai ser algum momento após o Memorial, mas não sabemos exactamente quando. Temos algumas datas preparadas para que ele se apresente ao vivo na Europa em Agosto, por isso estamos a tentar planear o que se vai suceder". A 22 de Março do mesmo ano, o produtor Dr. Dre afirmou que o projecto estava quase terminado e que também tinha a sua assinatura. No dia 14 de Agosto, foi revelada uma canção intitulada "Survival", com a participação de Liz Rodrigues e produção por DJ Khalil, para o jogo de vídeo Call of Duty: Ghosts. Um aviso à imprensa foi lançado posteriormente, afirmando que o primeiro single seria revelado brevemente. Durante a cerimónia MTV Video Music Awards de 2013, a 25 de Agosto, o título do álbum foi anunciado, The Marshall Mathers LP 2, sequela do seu trabalho anterior, com edição a 5 de Novembro de 2013. "Berzerk" também foi a música anunciada para servir como primeira faixa de trabalho, lançada no dia seguinte.

## Alinhamento de faixas
O alinhamento foi confirmado a 10 de Outubro de 2013 através do sítio oficial do rapper.
| Faixa bónus Call of Duty: Ghosts |                              |                         |                |         |  |
| N.º                              | Título                       | Compositor(es)          | Produtor(es)   | Duração |  |
| 17.                              | "Don't Front" (com Buckshot) | Mathers, Kenyatta Blake |                |         |  |
| Duração total:                   | Duração total:               | Duração total:          | Duração total: | 96:10   |  |

| CD bónus da edição deluxe |                                                   |                                                                                                 |                                 |         |  |
| N.º                       | Título                                            | Compositor(es)                                                                                  | Produtor(es)                    | Duração |  |
| 1.                        | "Baby"                                            | Mathers, Resto, Strange                                                                         | Eminem, Luis Resto(b)           | 4:23    |  |
| 2.                        | "Desperation" (com Jamie N Commons)               | Mathers, Jamie Commons, Grant                                                                   | Alex da Kid                     | 3:56    |  |
| 3.                        | "Groundhog Day"                                   | Mathers, Carl McCormick, Adam Feeney, T. Brenneck, J. Tankle, H. Steinweiss, D. Guy, L. Michels | Cardiak, Frank Dukes, Eminem(a) | 4:53    |  |
| 4.                        | "Beautiful Pain" (com Sia)                        | Mathers, Haynie, Sia Furler, Resto                                                              | Emile, Eminem(a)                | 4:25    |  |
| 5.                        | "Wicked Ways / Silence / Ken" (com X Ambassadors) | Mathers, Grant, Josh Mosser                                                                     | Alex da Kid                     | 6:32    |  |
| Duração total:            | Duração total:                                    | Duração total:                                                                                  | Duração total:                  | 102:21  |  |

Notas
- Nota a: Denota um co-produtor.
- Nota b: Denota um produtor adicional.

## Desempenho nas tabelas musicais
| Tabela musical (2013)                         | Melhor posição |
| --------------------------------------------- | -------------- |
| Alemanha - Media Control Charts               | 1              |
| Austrália - ARIA Albums Chart                 | 1              |
| Áustria - Ö3 Austria Top 40                   | 1              |
| Bélgica - Ultratop 50 (Flandres)              | 1              |
| Bélgica - Ultratop 50 (Valónia)               | 5              |
| Canadá - Canadian Albums                      | 2              |
| Coreia do Sul - Gaon Album Chart              | 7              |
| Dinamarca - Tracklisten                       | 3              |
| Escócia - Scottish Albums Chart               | 1              |
| Espanha - PROMUSICAE                          | 9              |
| Estados Unidos - Billboard 200                | 1              |
| Estados Unidos - Billboard R&B/Hip-Hop Albums | 1              |
| Finlândia - Suomen virallinen lista           | 12             |
| França - SNEP                                 | 2              |
| Hungria - Album Top 40                        | 21             |
| Irlanda - IRMA                                | 1              |
| Itália - FIMI                                 | 2              |
| Noruega - VG-lista                            | 1              |
| Nova Zelândia - NZ Top 40 Albums              | 1              |
| Países Baixos - Mega Album Top 100            | 4              |
| Polónia - ZPAV                                | 2              |
| Portugal - Top 30 Artistas                    | 10             |
| Reino Unido - UK Albums Chart                 | 1              |
| Reino Unido - UK R&B Albums Chart             | 1              |
| Suécia - Sverigetopplistan                    | 2              |
| Suíça - Schweizer Hitparade                   | 1              |

| País          | Provedor | Certificação |
| ------------- | -------- | ------------ |
| Austrália     | ARIA     | Platina      |
| Nova Zelândia | RMNZ     | Ouro         |

| Tabela musical (2013)                         | Melhor posição |
| --------------------------------------------- | -------------- |
| Austrália - ARIA Albums Chart                 | 8              |
| Bélgica - Ultratop 50 (Flandres)              | 59             |
| Bélgica - Ultratop 50 (Valónia)               | 119            |
| Canadá - Canadian Albums                      | 10             |
| Estados Unidos - Billboard 200                | 16             |
| Estados Unidos - Billboard R&B/Hip-Hop Albums | 6              |
| Estados Unidos - Billboard Rap Albums         | 4              |
| Países Baixos - Mega Album Top 100            | 63             |
| Reino Unido - UK Albums Chart                 | 13             |
| Suíça - Schweizer Hitparade                   | 12             |

## Histórico de lançamento
| País           | Data                   | Formato              | Editora discográfica |
| -------------- | ---------------------- | -------------------- | -------------------- |
| Alemanha       | 5 de Novembro de 2013  | CD, descarga digital | Interscope           |
| Austrália      | 5 de Novembro de 2013  | CD, descarga digital | Interscope           |
| Estados Unidos | 5 de Novembro de 2013  | CD, descarga digital | Interscope           |
| França         | 5 de Novembro de 2013  | CD, descarga digital | Interscope           |
| Portugal       | 5 de Novembro de 2013  | CD, descarga digital | Interscope           |
| Reino Unido    | 5 de Novembro de 2013  | CD, descarga digital | Polydor              |
| Nova Zelândia  | 7 de Novembro de 2013  | CD, descarga digital | Interscope           |
| Japão          | 20 de Novembro de 2013 | CD, descarga digital | Interscope           |